# Bartholomew River
Bartholomew River är ett vattendrag i Kanada.   Det ligger i provinsen New Brunswick, i den östra delen av landet, 800 km öster om huvudstaden Ottawa.
I omgivningarna runt Bartholomew River växer i huvudsak blandskog. Runt Bartholomew River är det mycket glesbefolkat, med 3 invånare per kvadratkilometer.